# Leptoteleutias
Leptoteleutias is een geslacht van rechtvleugeligen uit de familie sabelsprinkhanen (Tettigoniidae). De wetenschappelijke naam van dit geslacht is voor het eerst geldig gepubliceerd in 1962 door Beier.

## Soorten
Het geslacht Leptoteleutias omvat de volgende soorten:
- Leptoteleutias exilis Beier, 1962
- Leptoteleutias vittatus Beier, 1962